# Kapabilitet
Kapabiliteter er et centralt begreb i neorealismens beskrivelse af staters magtbalancering. Begrebet skal forstås som de faktorer, som har indflydelse på staters evne til at projicere magt. Staters kapabiliteter måles i fx: population, geografisk størrelse, resurselagre (olie, gas etc.), økonomi, politisk stabilitet og teknologiske kompetencer. Kapabiliteterne bestemmer ifølge neorealismen staternes placering i det internationale hierarki.